# Lista gmin w stanie Chihuahua
Meksykański stan Chihuahua podzielony jest na 67 gmin (hiszp. municipios).

Lokalizacja stanu Chihuahua na mapie Meksyku

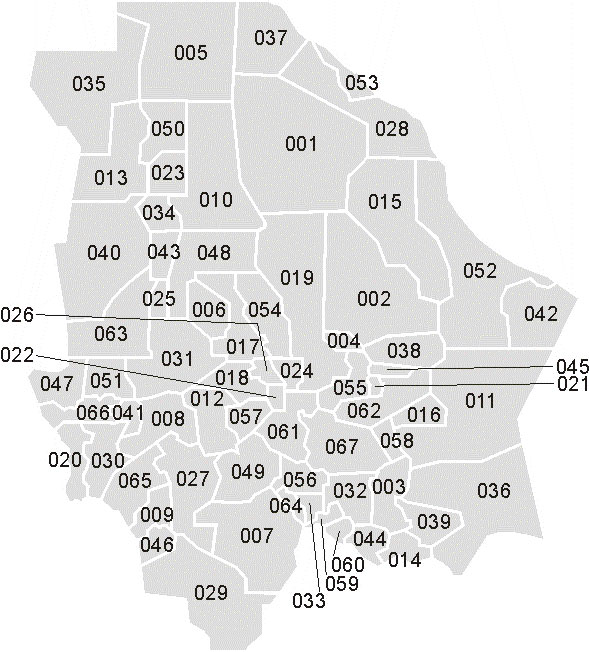
Gminy stanu Chihuahua, wg kodów Meksykańskiego Instytutu Statystycznego

| INEGI (kod statystyczny) | Nazwa gminy              | Siedziba władz                 | Liczba ludności |
| ------------------------ | ------------------------ | ------------------------------ | --------------- |
| 001                      | Ahumada                  | Miguel Ahumada                 | 11 727          |
| 002                      | Aldama                   | Juan Aldama                    | 19 897          |
| 003                      | Allende                  | Valle de Ignacio Allende       | 8 263           |
| 004                      | Aquiles Serdán           | Santa Eulalia                  | 6 212           |
| 005                      | Ascensión                | Ascensión                      | 22 392          |
| 006                      | Bachiniva                | Bachiniva                      | 5 843           |
| 007                      | Balleza                  | Mariano Balleza                | 16 235          |
| 008                      | Batopilas                | Batopilas                      | 13 298          |
| 009                      | Bocoyna                  | Bocoyna                        | 29 907          |
| 010                      | Buenaventura             | San Buenaventura               | 20 533          |
| 011                      | Camargo                  | Santa Rosalía de Camargo       | 47 209          |
| 012                      | Carichi                  | Carichi                        | 8 377           |
| 013                      | Casas Grandes            | Pueblo de Casas Grandes        | 8 413           |
| 014                      | Chihuahua                | Chihuahua                      | 758 791         |
| 015                      | Chínipas                 | Chínipas de Almada             | 7 471           |
| 016                      | Coronado                 | José Esteban Coronado          | 2 046           |
| 017                      | Coyame del Sotol         | Santiago de Coyame             | 1 453           |
| 018                      | Cuauhtémoc               | Ciudad Cuauhtémoc              | 143 785         |
| 019                      | Cusihuiriachi            | Cusihuiriachi                  | 4 835           |
| 020                      | Delicias                 | Delicias                       | 127 211         |
| 021                      | Dr. Belisario Domínguez  | San Lorenzo                    | 2 608           |
| 022                      | El Tule                  | El Tule                        | 1 818           |
| 023                      | Galeana                  | Hermenegildo Galeana           | 3 774           |
| 024                      | Gómez Farías             | Valentín Gómez Farias          | 7 583           |
| 025                      | Gran Morelos             | San Nicolás de Carretas        | 3 092           |
| 026                      | Guachochi                | Guachochi                      | 45 881          |
| 027                      | Guadalupe                | Guadalupe                      | 9 148           |
| 028                      | Guadalupe y Calvo        | Guadalupe y Calvo              | 51 854          |
| 029                      | Guazapares               | Témoris                        | 8 010           |
| 030                      | Guerrero                 | Vicente Guerrero               | 27 249          |
| 031                      | Hidalgo del Parral       | Hidalgo del Parral             | 103 519         |
| 032                      | Huejotitán               | Huejotitán                     | 1 036           |
| 033                      | Ignacio Zaragoza         | Ignacio Zaragoza               | 6 631           |
| 034                      | Janos                    | Janos                          | 8 211           |
| 035                      | Jiménez                  | José Mariano Jiménez           | 40 461          |
| 036                      | Juárez                   | Ciudad Juárez                  | 1 313 338       |
| 037                      | Julimes                  | Julimes                        | 4 507           |
| 038                      | La Cruz                  | La Cruz                        | 3 453           |
| 039                      | Villa López              | Villa López                    | 3 914           |
| 040                      | Madera                   | Madera                         | 32 031          |
| 041                      | Maguarichi               | Maguarichi                     | 2 116           |
| 042                      | Manuel Benavides         | Manuel Benavides               | 1 600           |
| 043                      | Matachi                  | Matachi                        | 3 169           |
| 044                      | Mariano Matamoros        | Mariano Matamoros              | 4 304           |
| 045                      | Meoqui                   | Pedro Meoqui                   | 41 389          |
| 046                      | Morelos                  | Morelos                        | 7 172           |
| 047                      | Moris                    | Moris                          | 5 144           |
| 048                      | Namiquipa                | Namiquipa                      | 20 314          |
| 049                      | Nonoava                  | Nonoava                        | 2 810           |
| 050                      | Nuevo Casas Grandes      | Nuevo Casas Grandes            | 54 411          |
| 051                      | Ocampo                   | Melchor Ocampo                 | 6 298           |
| 052                      | Ojinaga                  | Manuel Ojinaga                 | 21 157          |
| 053                      | Práxedis G. Guerrero     | Praxedis G. Guerrero           | 8 514           |
| 054                      | Riva Palacio             | San Andrés                     | 7 811           |
| 055                      | Rosales                  | Santa Cruz de Rosales          | 15 935          |
| 056                      | Rosario                  | Valle del Rosario              | 2 082           |
| 057                      | San Francisco de Borja   | San Francisco de Borja         | 2 243           |
| 058                      | San Francisco de Conchos | San Francisco de Conchos       | 2 669           |
| 059                      | San Francisco del Oro    | San Francisco del Oro          | 4 838           |
| 060                      | Santa Bárbara            | Santa Bárbara                  | 10 120          |
| 061                      | Santa Isabel             | Santa Isabel                   | 3 820           |
| 062                      | Satevo                   | San Francisco Javier de Satevo | 3 856           |
| 063                      | Saucillo                 | Saucillo                       | 28 508          |
| 064                      | Temósachi                | Temósachi                      | 6 319           |
| 065                      | Urique                   | Urique                         | 19 566          |
| 066                      | Uruachi                  | Uruachi                        | 7 934           |
| 067                      | Valle de Zaragoza        | Valle de Zaragoza              | 4 341           |